# Элузис (карточная игра)
Элузис (англ. Eleusis [ɛˈlusɪs], от названия города, где проводились элевсинские мистерии) — индуктивная карточная игра, в которой один игрок загадывает правило раскладки карт, а другие, глядя на разложенные карты, должны его угадать. Элузис — одна из первых игр, моделирующих изучение законов природы и развивающих не только логическое, но и индуктивное мышление.

## История
Элузис был изобретён в 1956 г. Робертом Эбботом. Эббот изучал психологию внезапных озарений и научных открытий и Элузис оказался очень хорошей моделью этой грани науки. Правила игры он опубликовал в книге «Новые карточные игры Эббота», в 1963 г  . Ещё раньше, в 1959 г., известный американский популяризатор математики Мартин Гарднер, посвятил Элузису статью в журнале «Scientific American». Эта статья была напечатана затем в его книге «Математические головоломки и развлечения» .
Многие преподаватели в Европе и Америке использовали Элузис для объяснения основ научного метода, феномена прозрения, принципа индукции. Специалисты по искусственному интеллекту составляли компьютерные программы для игры в Элузис. Компания «System Development Corporation» провела под руководством Дж. Ньюмена исследование этой игры .
Эббот получил ряд писем с предложениями по усовершенствованию Элузиса. Мартин Крускал, специалист по математической физике из Принстонского университета модифицировал правила игры в 1962 г., назвав свою версию «Дельфи» («Delphi» — от названия древнегреческого города Дельф, в котором находился знаменитый оракул) и опубликовал их в монографии «Дельфи: игра, требующая индуктивного мышления» .
В 1973 г. Эббот пересмотрел правила Элузиса, стремясь по возможности учесть все предложения. Новый вариант игры был признан намного более увлекательным. Мартин Гарднер вновь написал статью с изменёнными правилами Элузиса в «Scientific American». Вторая статья появилась в его книге «От мозаик Пенроуза к надёжным шифрам»  .
Название игры произошло от названия древнегреческого города Eleusis, в котором в древности проводились знаменитые мистерии. Сейчас город называется Eleusina (Элевсин). В переводе первой статьи Гарднера название игры звучит, как «Элузис», во второй, как «Элевсин». Сейчас распространены оба названия.

## Правила игры

### Подготовка к игре
В Элузис играют от 4 до 8 человек двумя или тремя колодами по 52 карты. Раздающий сдаёт всем игрокам, кроме себя по 14 карт, кладёт одну в центр стола, а остальные оставляет в колоде. Игра ведётся по раундам и каждый раунд раздающий меняется. В среднем, раздающий набирает больше очков, чем остальные, поэтому желательно, чтобы на этой роли могли побывать все игроки.
Задача раздающего — придумать однозначно сформулированное правило, по которому надо раскладывать карты. Правило может касаться только мастей, цветов, значений и других параметров карт. Вот примеры правил:
1. Если последняя карта чёрной масти, походите картой красной масти; если последняя карта красной масти, походите картой чёрной масти.
2. Если последняя карта больше предпоследней, походите картой, которая меньше её; если последняя карта меньше предпоследней, походите картой, которая больше её.
3. - Если последняя карта крестовой масти, походите картой червовой масти;
  - если последняя карта червовой масти, походите картой пиковой масти;
  - если последняя карта пиковой масти, походите картой бубновой масти;
  - если последняя карта бубновой масти, походите картой крестовой масти (♣ → ♥ → ♠ → ♦ → ♣)
4. Походите картой, которая по значению больше последней и отличается от неё цветом масти.
5. Перемножьте значения трёх последних карт и разделите результат на 8. Если остаток равен :
  - 1 → походите картой крестовой масти
  - 2 → походите картой червовой масти
  - 3 → походите картой пиковой масти
  - 4 → походите картой бубновой масти
  - 5 → походите картой с картинкой
  - 6 → походите картой без картинки
  - 7 → походите картой, у которой значение больше 6
  - 0 → походите картой, у которой значение больше 6.

(Если правило касается числовых значений карт, то считается, что Валет означает 11, Дама — 12, Король — 13, Туз — 1).
Из перечисленных правил не все подходят для игры: первое правило слишком простое, так как чередование карт сразу бросается в глаза; пятое, напротив, очень сложное и будет трудным даже для опытных игроков; четвёртое ограничивает выбор игрока только двумя картами;  Примеры хороших правил — правила (2) и (3). Способ подсчёта очков устроен так, что раздающему выгодно загадывать не очень простое и не очень сложное правило, а именно: такое, чтобы некоторые игроки смогли отгадать его быстро, а другие — нет. Изобретение правила — важнейшая часть игры, сильно влияющая на её исход.
У игроков в Элузис принято записывать правило на бумаге, чтобы во время игры не возникло разногласий.
Когда правило придумано и записано, игра начинается.

### Ход игры
В процессе игры игроки выкладывают на стол карты, а раздающий говорит, положены ли он по правилу, которое он загадал или нет. Например, если правило предписывает чередование цветов карт, а игрок кладёт карту того же цвета, что и предыдущая, то раздающий «отвергает» её, говоря, что она положена не по правилу. Если карту положили в соответствии с правилом, её кладут после предыдущей. Таким образом, правильные карты образуют последовательность — так называемый «исходный ряд». Неправильные карты кладутся под правильными, образуя «побочный ряд». В исходном ряду видны все правильные карты, в побочном — все неверные, причём видно, когда они были положены.
Игру начинает игрок, сидящий справа от раздающего. Он кладёт свою карту после той, которую раздающий с самого начала положил на столе, далее игроки ходят по часовой стрелке.
Когда игрок считает, что отгадал правило, он может сходить не одной картой, а сразу последовательностью из двух, трёх или четырёх карт. Если все карты такой последовательности подходят по правилу, они кладутся по порядку в исходный ряд. Если же хотя бы одна карта нарушает правило, вся последовательность сразу идёт в побочный ряд, причём раздающий не обязан говорить, какая именно карта была неправильной.
Если игрок положил карту не по правилу, он получает две штрафных карты; если игрок положил последовательность карт не по правилу, он получает вдвое больше штрафных карт, чем было в его последовательности.
Если игрок считает, что отгадал правило, он всё равно не должен его говорить.
Когда, по мнению игрока у него нет карт, которыми можно было бы походить, он может спасовать, то есть заявить об этом. Тогда раздающий смотрит его карты. Если у игрока действительно нет подходящих карт то эти карты идут в побочный ряд. Если у игрока осталось менее пяти карт, игра заканчивается, в противном случае он получает новые карты, в количестве на четыре меньше, чем у него было. Когда же игрок спасовал ошибочно, то есть сказал «пас», когда у него были карты для хода, раздающий кладёт одну такую карту в исходный ряд, а игрок получает 5 штрафных карт.

### Появление Пророка
В обновлённом варианте игры Эббот разрешил игрокам, которые считают, что отгадали правило, становится Пророками, чтобы набрать больше очков. Введение роли Пророка сильно усложняет игру, поэтому у начинающих игроков принято играть без неё.
Игрок может стать Пророком, если соблюдаются следующие условия:
- Этот игрок ещё не был Пророком в текущем раунде;
- Он только что сделал правильный ход;
- В игре нет другого Пророка.

Роль Пророка заключается в следующем: Пророк не делает ходов, но каждый раз, когда какой-либо игрок кладёт карту или Последовательность карт, он прежде раздающего говорит, правильна ли она по его мнению или нет. Если раздающий подтверждает слова Пророка, карта кладётся, как обычно в исходный или побочный ряд и на неё ставится фишка, чтобы затем Пророк смог получить за неё дополнительные очки (если в раунде много Пророков, следует брать фишки разных цветов), а игра продолжается. Если же раздающий опровергает мнение Пророка, Пророк низлагается. Низложенный Пророк получает 5 штрафных карт и ходит далее, как другие игроки. Пророк низлагается, например, если игрок положил неправильную карту или последовательность карт, а Пророк назвал её правильной. В таком случае, игрок, походивший ошибочно, вопреки обычным правилам, не получает штрафных карт. Это побуждает игроков класть сомнительные карты, чтобы «подставить» Пророка.
Сложная ситуация возникает, когда при действующем Пророке игрок пасует. Здесь возможно 4 случая:
1. Пророк говорит, что у игрока действительно нет карт, которыми можно было бы походить и раздающий подтверждает это. Тогда игрок, как обычно получает новые карты (на четыре карты меньше), чем у него было, а старые идут в побочный ряд, или если у него меньше четырёх карт, игра заканчивается.
2. Пророк говорит, что у игрока есть карты, которыми можно походить, но ведущий опровергает это, говоря, что на самом деле у игрока нет таких карт. Тогда игрок получает новые карты, также, как в случае (1), а Пророк низлагается.
3. Пророк говорит, что у игрока действительно нет карт, которыми можно было бы походить, но раздающий опровергает это, говоря, что такие карты есть. Тогда раздающий берёт одну такую карту и кладёт её в исходный ряд, но игрок не получает штрафа. Пророк низлагается.
4. Пророк говорит, что у игрока есть карты, которыми можно походить и раздающий подтверждает это. Тогда Пророк должен указать такую карту. Если Пророк указывает карту неправильно, он низлагается и нужную карту указывает раздающий. Карта кладётся в исходный ряд, но игрок не получает штрафа. Если же Пророк указывает карту правильно, она кладётся в исходный ряд, а спасовавший игрок получает 5 штрафных карт.

### Окончание игры и подсчёт очков
Чтобы игра не затягивалась на очень большое время, было введено следующее правило:
```
Когда положено 30 карт с начала игры и 20 после появления Пророка, игрок положивший неверную карту или спасовавший ошибочно, выбывает из игры, получая однако штраф.
```

Когда игра окончена, производится подсчёт очков. Вначале сравнивают количества карт, оставшихся у игроков и наибольшее из них называют высшим счётом. Каждый игрок вычитает из наивысшего счёта число карт, которые остались у него после игры на руках. Получившийся результат и есть число его очков. Тот, у кого карт вообще не осталось получает дополнительные 4 очка. Пророк получает по 1 очку за каждую карту, которая была выложена при нём правильно и по 2 — за каждую неправильную карту.
Число очков ведущего равно минимальному из двух следующих чисел:
1. Наибольшее число очков из тех, которые набрали игроки.
2. Число правильных и неправильных карт, выложенных, до появления Пророка.

В следующем раунде очки каждого из игроков прибавляются к его очкам за предыдущие раунды и победитель устанавливается в конце игры.